# Liste von Söhnen und Töchtern der Stadt New Orleans
Diese Liste umfasst – ohne Anspruch auf Vollständigkeit – die in der US-amerikanischen Stadt New Orleans (Louisiana) geborene Persönlichkeiten.

## 18. Jahrhundert

Marie Laveau
(1794–1881)

- Charles Dominique Joseph Bouligny (1773–1833), US-Senator
- Jacques Dupré (1773–1846), Politiker
- Delphine LaLaurie (1787–1849), Dame der Gesellschaft und Serienmörderin
- Joseph Marshall Walker (1784–1856), Politiker
- Marie Laveau (um 1794–1881), Voodoo-Priesterin

## 19. Jahrhundert

### 1801–1870

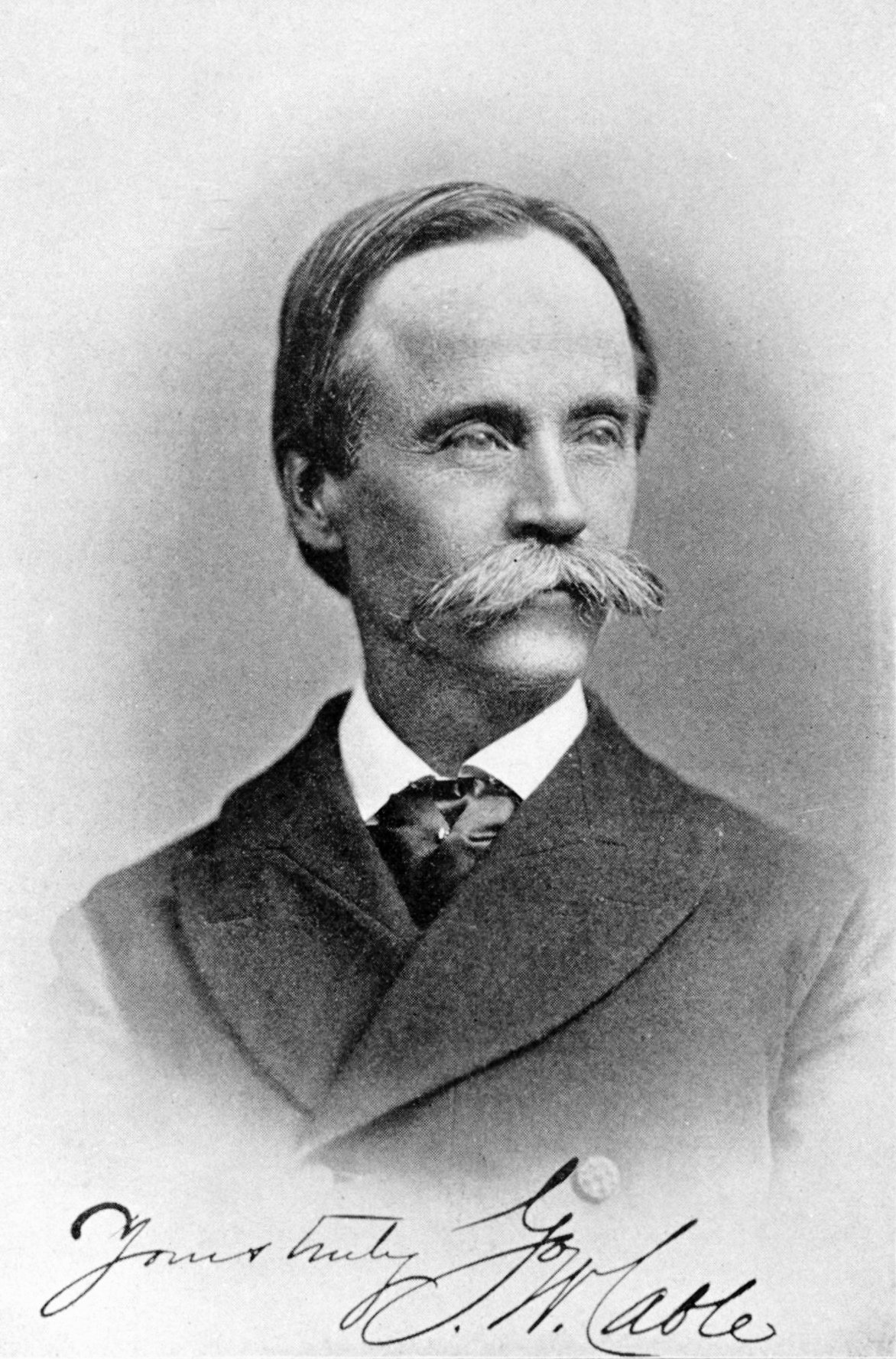
George Washington Cable
(1844–1925)

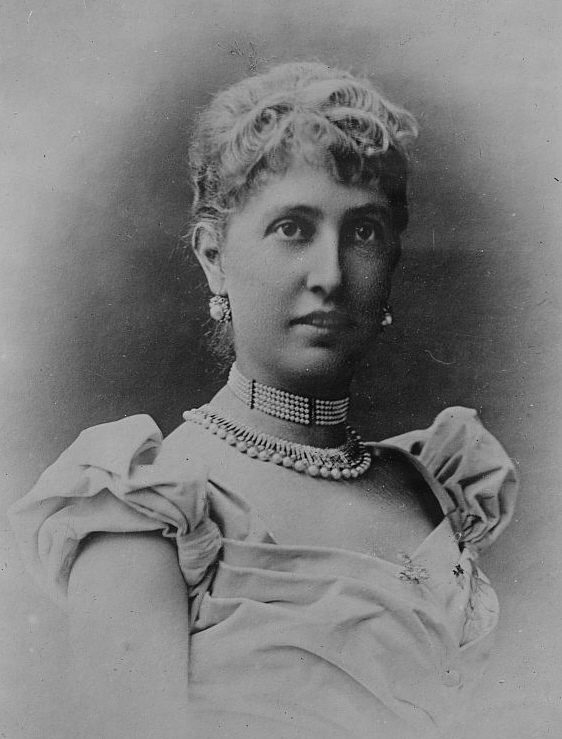
Alice Heine
(1858–1925)

- Edward Clark (1815–1880), 8. Gouverneur von Texas
- Victor Séjour (1817–1874), afroamerikanischer Schriftsteller
- Benjamin Stark (1820–1898), Politiker
- Louis Placide Canonge (1822–1893), Journalist und Schriftsteller
- Joseph R. West (1822–1898), Politiker und Unionsgeneral im Sezessionskrieg
- Edmond Dédé (1823–1903), Komponist, Violinist und Dirigent
- Jean-Jules Clamageran (1827–1903), französischer Politiker
- Charles Lucièn Lambert (1828/1829–1896), Komponist
- Louis Moreau Gottschalk (1829–1869), Pianist und Komponist
- Paul Poincy (1833–1909), Maler und Kunstlehrer
- Robert Kennicott (1835–1866), Naturforscher
- Peter Müller (1836–1922), deutscher Gynäkologe und Hochschullehrer
- Ernest Guiraud (1837–1892), französischer Komponist
- Paul Morphy (1837–1884), Schachspieler
- Alphonse Maureau (um 1840–1880), französisch-amerikanischer Maler des Impressionismus
- Louis A. Wiltz (1843–1881), Politiker
- George Washington Cable (1844–1925), Schriftsteller
- Louis Varney (1844–1908), französischer Operettenkomponist
- Alexander Penn Wooldridge (1847–1930), Rechtsanwalt, Bankier und Politiker
- Henri Cordier (1849–1925), französischer Orientalist
- Albert Delpit (1849–1893), französischer Roman- und Bühnendichter
- Paul E. Harney (1850–1915), Maler und Kunstpädagoge
- Sam Franko (1857–1937), Violinist und Musikpädagoge
- Alice Heine (1858–1925), Fürstin von Monaco und Herzogin von Richelieu
- Andy Bowen (1864–1894), Boxer
- Katharine Carl (1865–1938), Malerin und Autorin
- Donato Sanminiatelli (1866–1927), Diplomat, Hochschullehrer und Politiker im Königreich Italien
- Marie Madeleine Seebold, verheiratet Molinary (1866–1948), Malerin
- Ben Turpin (1869–1940), Komiker

### 1871–1890

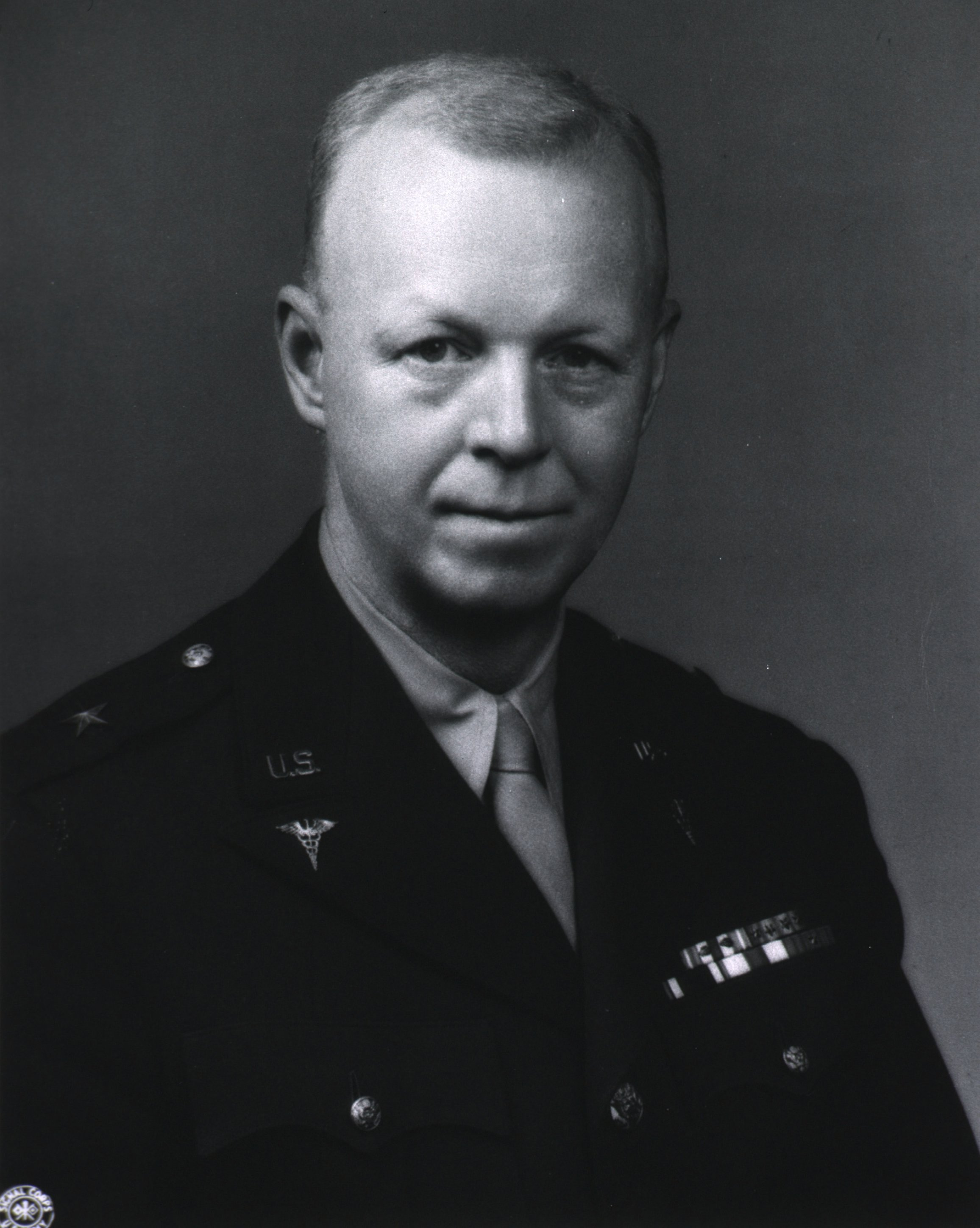
Stanhope Bayne-Jones
(1888–1970)

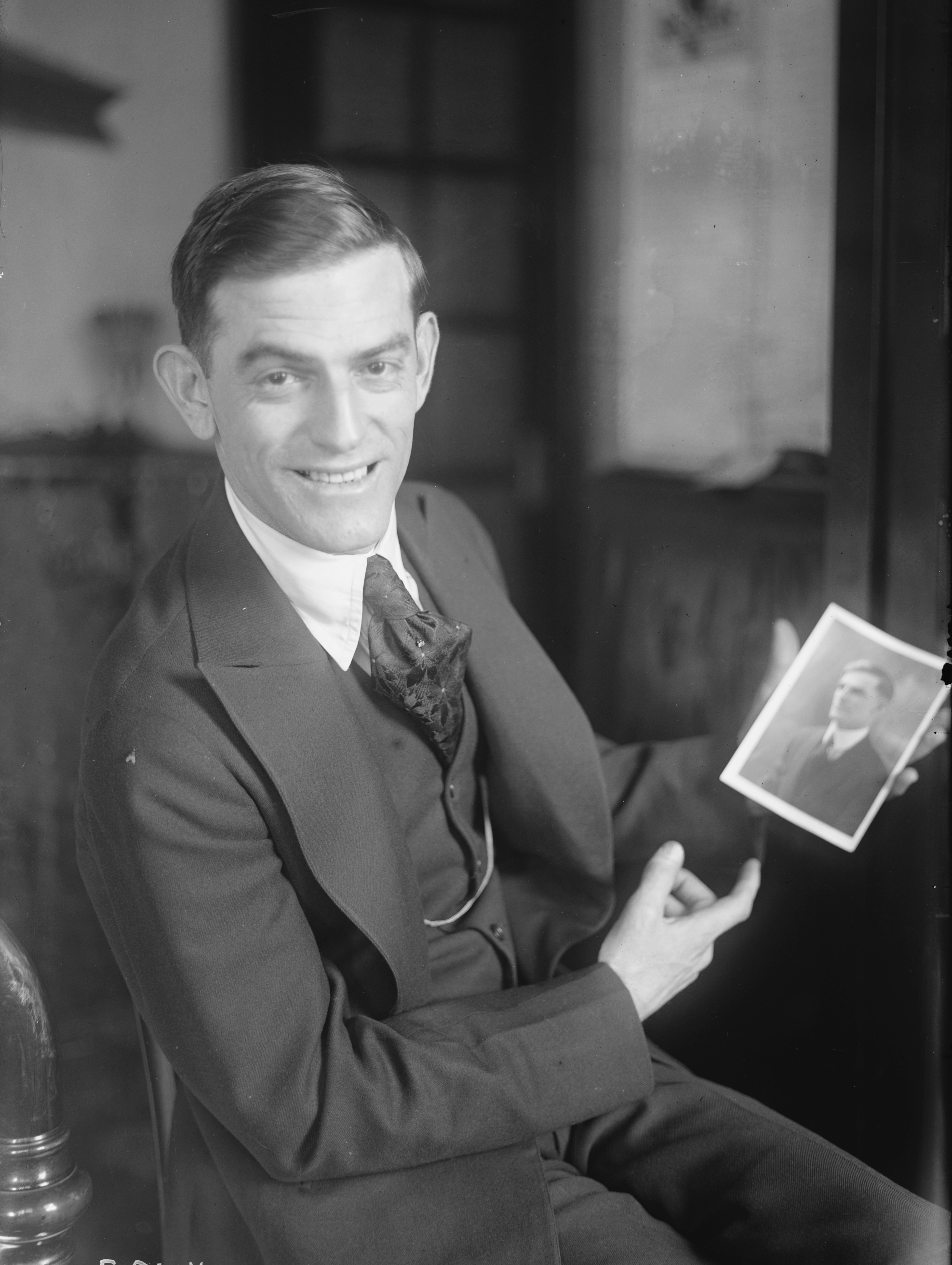
Al Bernard
(1888–1949)

- Ernest J. Bellocq (1873–1949), Fotograf und Aktfotograf
- Anthony Jackson (1876–1920), Pianist, Sänger und Komponist
- Buddy Bolden (1877–1931), Trompeter
- Joseph Ravannack (1878–1910), Ruderer[1]
- Eloise Bibb Thompson (1878–1928), Pädagogin, Dramatikerin, Dichterin und Journalistin
- Bunk Johnson (1879–1949), Kornettist und Trompeter
- George Herriman (1880–1944), Comiczeichner und Karikaturist
- James Lawton Collins (1882–1963), 2-Sterne-General
- Guy Molony (1884–1972), Söldner, Soldat, Offizier, Polizeibeamter und Unternehmer irischer Abstammung
- Papa Charlie Jackson (1885–1938), Blues-Musiker
- Roy Palmer (1887–1963), Jazzmusiker
- Stanhope Bayne-Jones (1888–1970), Bakteriologe, Militärarzt und Medizinhistoriker
- Al Bernard (1888–1949), Sänger
- Johnny Buff (1888–1955), Boxer im Bantamgewicht
- Alcide „Slow Drag“ Pavageau (1888–1969), Jazzmusiker
- Freddie Keppard (1889/1890–1933), Kornettist
- Nick LaRocca (1889–1961), Kornettist, Bandleader und Jazzpionier
- Spencer Williams (1889–1965), Musiker und Songwriter
- Cora Witherspoon (1890–1957), Schauspielerin

### 1891–1900

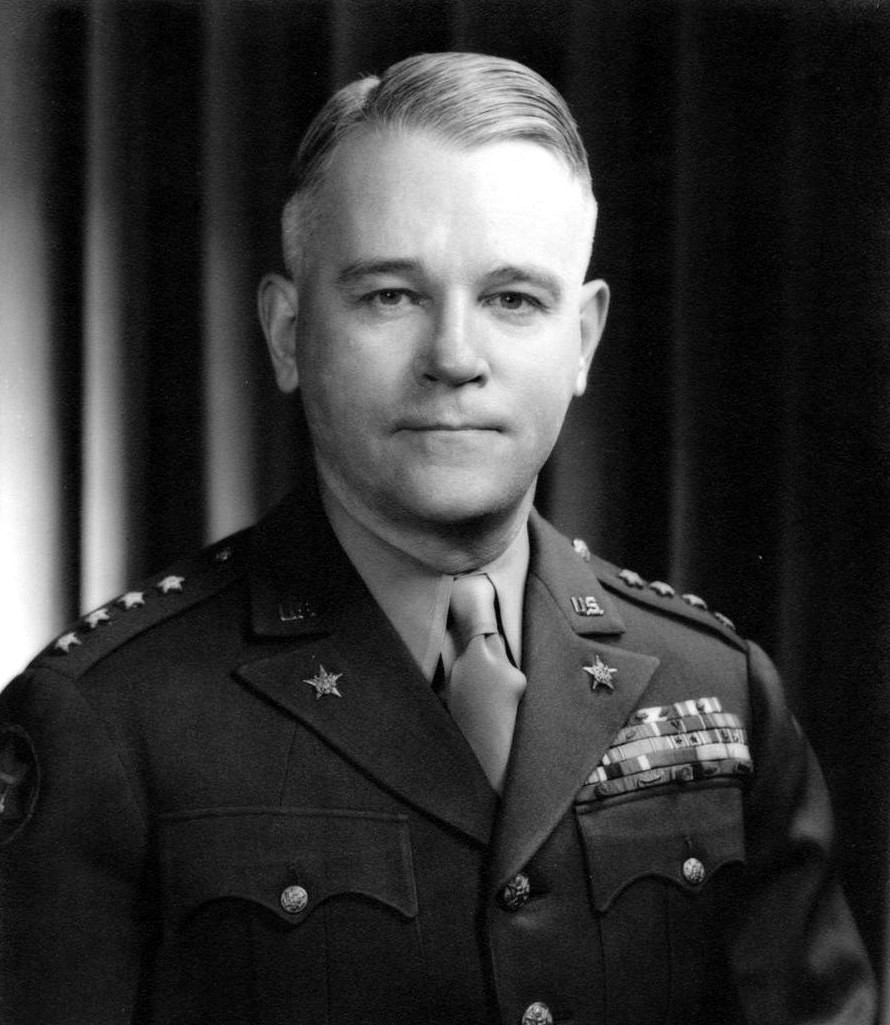
J. Lawton Collins
(1896–1987)

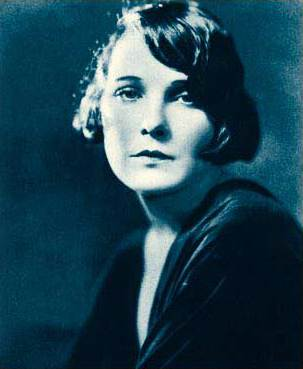
Leatrice Joy
(1896–1985)

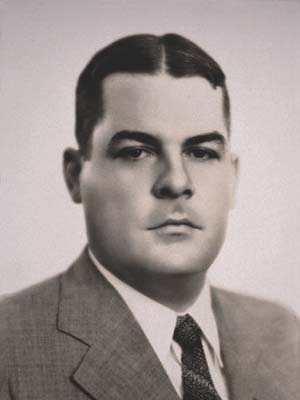
Richard W. Leche
(1898–1965)

- Johnny Stein (1891–1962), Jazzmusiker
- Francis A. Woolfley (1893–1993), Brigadegeneral der United States Army
- Joseph „Red“ Clark (1894–1960), Jazzmusiker
- Honoré Dutrey (1894–1935), Jazzposaunist
- John Lindsay (1894–1950), Jazzmusiker
- Merritt Brunies (1895–1973), Jazzmusiker
- Emile Christian (1895–1973), Jazz-Posaunist und Bassist
- Edna Hicks (1895–1925), Bluessängerin
- Alfred „Pantsy“ Laine (1895–1957), Jazzmusiker
- J. Lawton Collins (1896–1987), 4-Sterne-General; Korpskommandeur im Zweiten Weltkrieg
- Pete Herman (1896–1973), Boxer im Bantamgewicht
- Leatrice Joy (1896–1985), Schauspielerin
- Steve Lewis (1896–1941), Jazzmusiker
- Sidney Bechet (1897–1959), Jazzmusiker
- Lawrence William Cramer (1897–1978), Hochschullehrer, Gouverneur der Amerikanischen Jungferninseln
- Memphis Minnie (1897–1973), Bluesmusikerin
- Baby Dodds (1898–1959), Jazzschlagzeuger
- Richard W. Leche (1898–1965), Politiker und von 1936 bis 1939 Gouverneur von Louisiana
- Henry Kid Rena (1898–1949), Jazz-Trompeter und Bandleader
- Johnny Bayersdorffer (1899–1969), Jazzmusiker
- Lonnie Johnson (1899–1970), Blues- und Jazzmusiker
- Harry Shields (1899–1971), Jazz-Klarinettist
- Johnny Wiggs (1899–1977), Jazz-Kornettist und Bandleader
- Boyd Atkins (um 1900–nach 1953), Jazzmusiker, Arrangeur und Komponist
- Haydon L. Boatner (1900–1977), Generalmajor der United States Army
- Willie Humphrey (1900–1994), Jazzmusiker
- Clifford Jones (1900–1947), Jazzmusiker
- George Lewis (1900–1968), Jazzmusiker
- Lawrence Marrero (1900–1959), Jazzmusiker
- Chester Zardis (1900–1990), Jazzmusiker

## 20. Jahrhundert

### 1901–1910

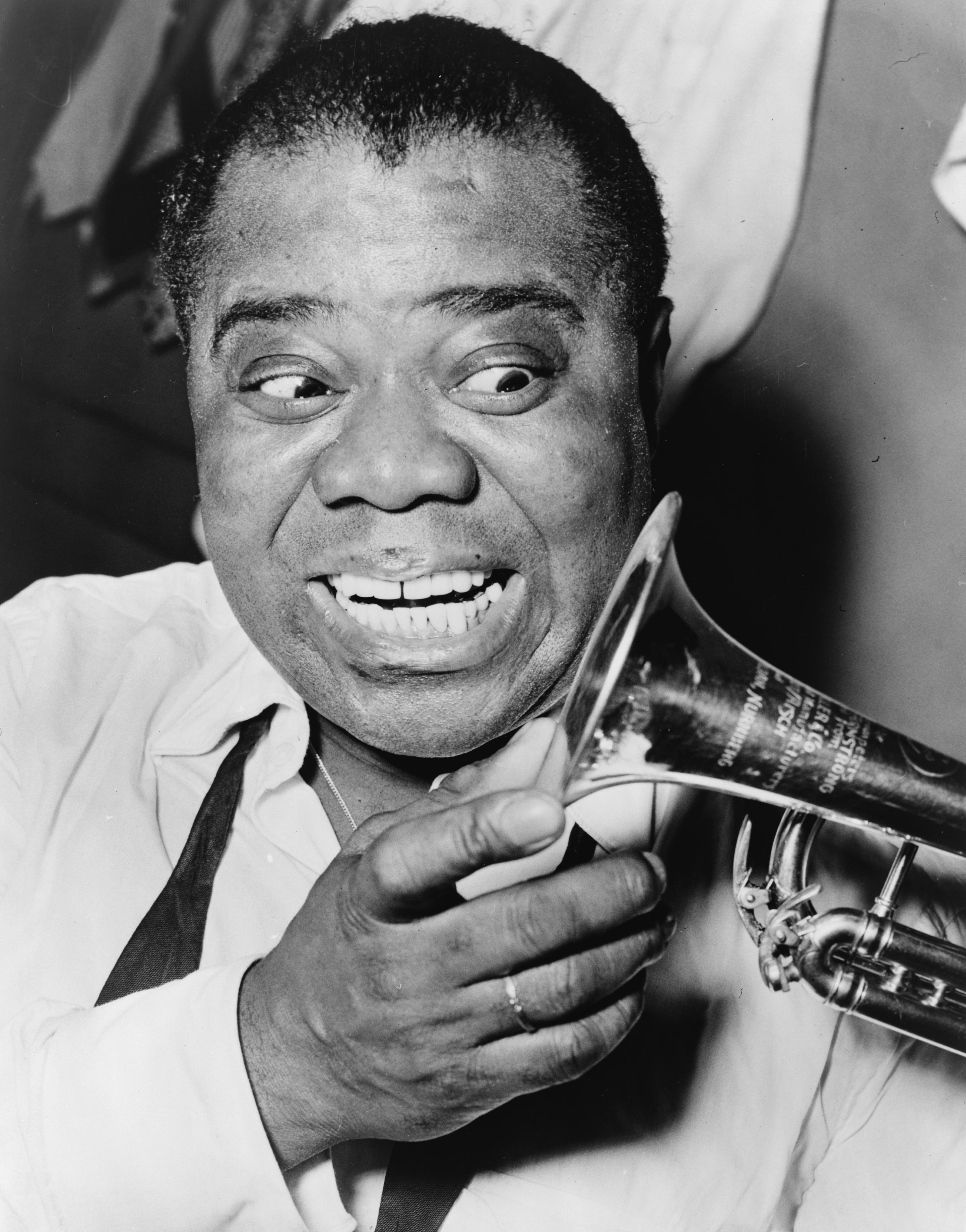
Louis Armstrong
(1901–1971)

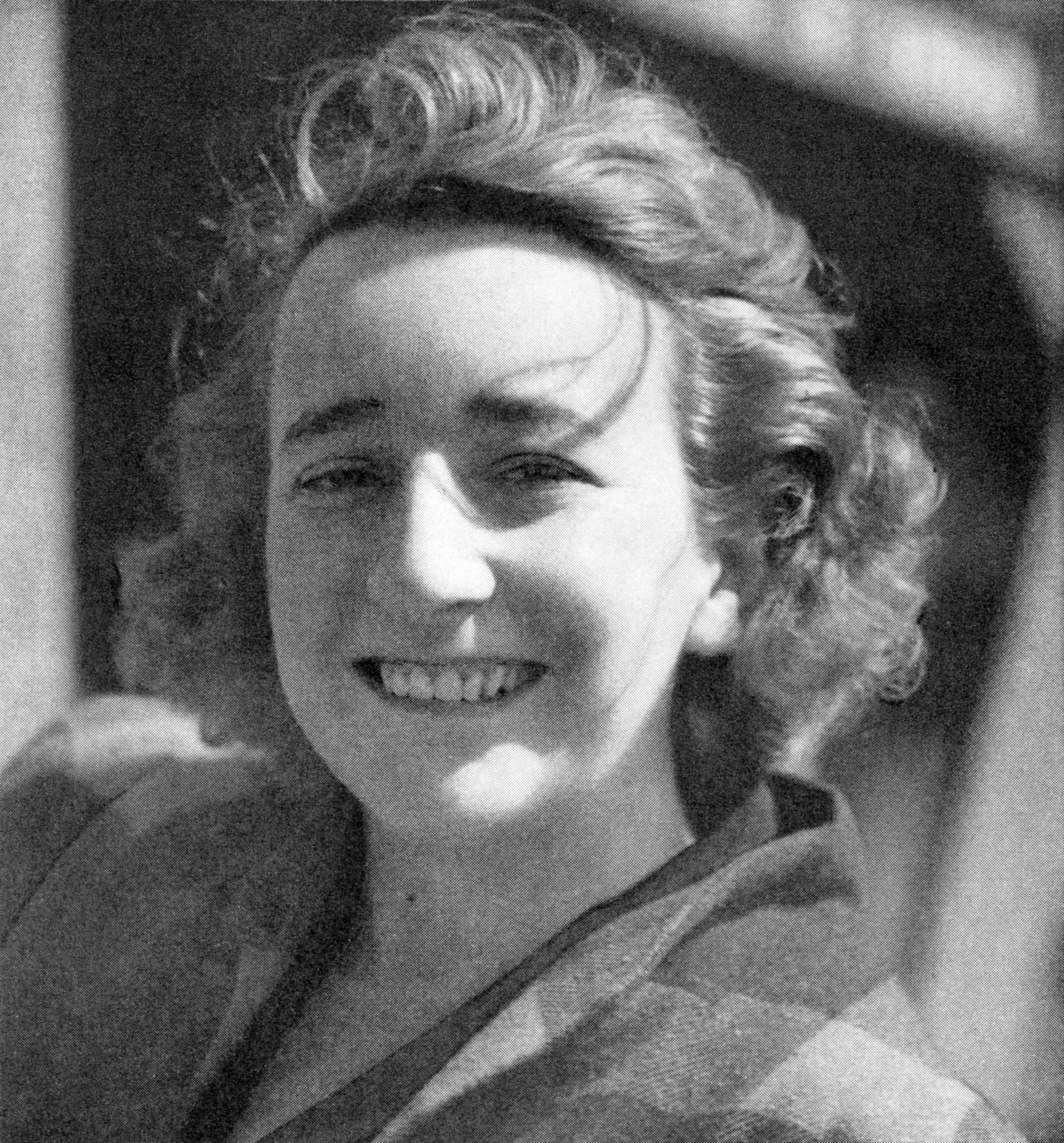
Lillian Hellman
(1905–1984)

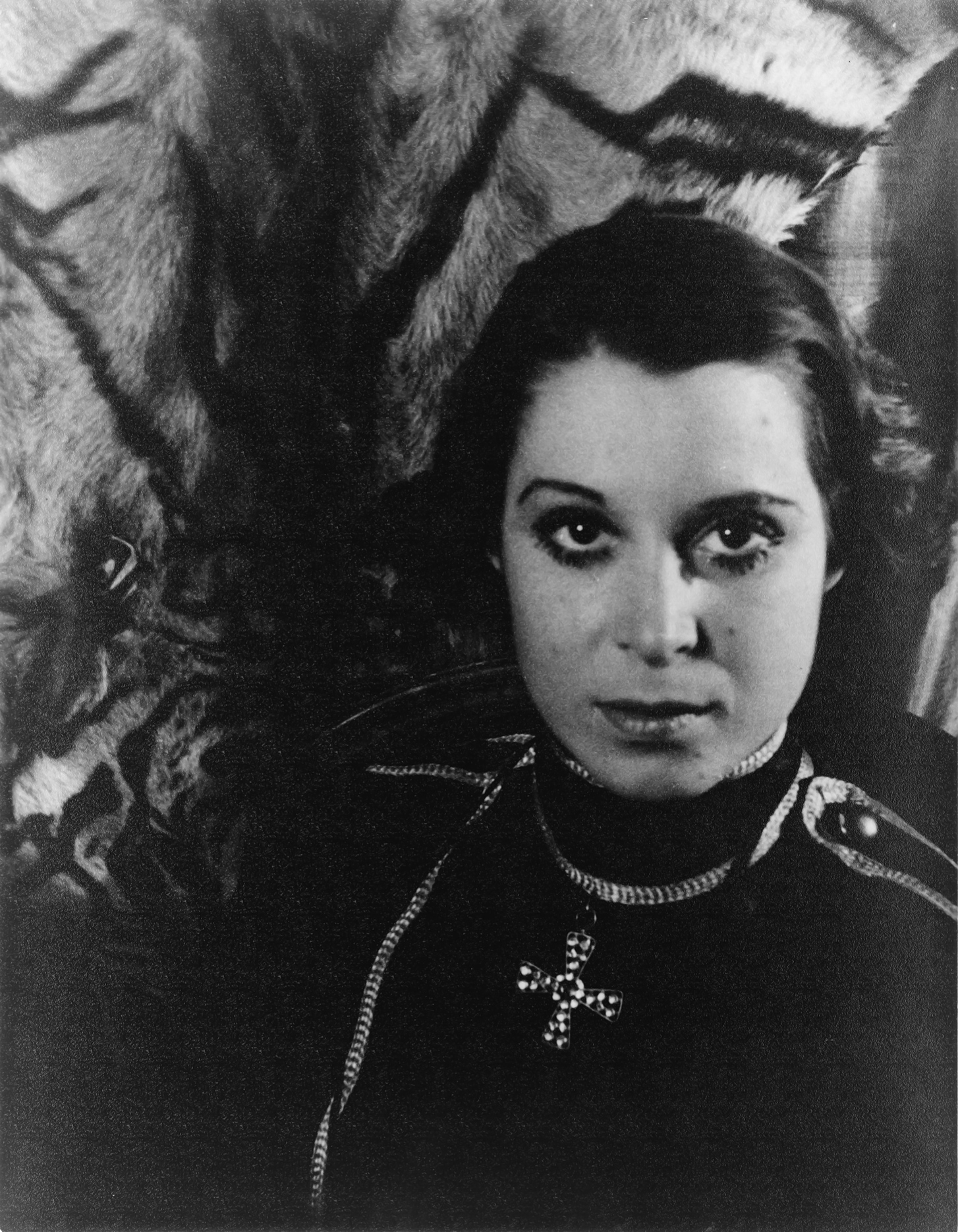
Kitty Carlisle
(1910–2007)

- Louis Armstrong (1901–1971), Jazzmusiker und Sänger
- Lee Collins (1901–1960), Jazz-Trompeter und Bandleader
- Albert Burbank (1902–1976), Jazzmusiker
- Rose Mooney-Slater (1902–1981), Physikerin und Hochschullehrerin
- Santo Pecora (1902–1984), Jazz-Posaunist
- Andrew Libano (1903–1935), Segler
- Cie Frazier (1904–1985), Jazzmusiker
- Sam Theard (1904–1982), Sänger und Songwriter
- Tony Almerico (1905–1961), Jazzmusiker
- Lillian Hellman (1905–1984), Schriftstellerin
- Nat Towles (1905–1963), Jazzbassist und Bandleader
- Lucinda Ballard (1906–1993), Kostümdesignerin
- Barney Bigard (1906–1980), Klarinettist
- Wilbert Kirk (≈1906–1983), Jazzmusiker
- Fats Pichon (1906–1967), Jazz-Pianist, Sänger und Songwriter
- Connee Boswell (1907–1976), Blues- und Jazz-Sängerin
- Nappy Lamare (1907–1988), Jazzmusiker
- Leon Prima (1907–1985), Jazzmusiker
- Tuts Washington (1907–1984), Blues-Pianist
- Danny Barker (1909–1994), Jazzmusiker
- Harold Dejan (1909–2002), Jazzmusiker und Bandleader
- George Dixon (1909–1994), Jazzmusiker
- Champion Jack Dupree (1909–1992), Blues-Sänger und -Pianist
- Edward Flynn (1909–1976), Boxer
- Emmett Toppino (1909–1971), Leichtathlet
- Oliver Alcorn (1910–1981), Jazz- und Bluesmusiker
- Kitty Carlisle (1910–2007), Sängerin und Schauspielerin
- Armand Hug (1910–1977), Jazz-Pianist
- Jane Manske (1910–1989), Schwimmerin und Turmspringerin
- Emile Meyer (1910–1987), Schauspieler
- Louis Prima (1910–1978), Entertainer

### 1911–1920

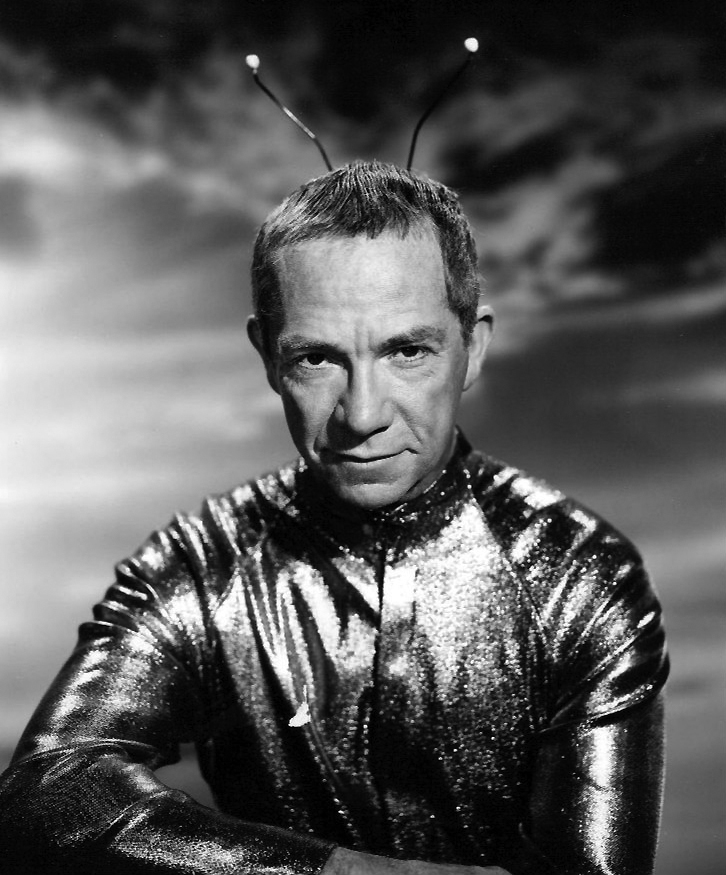
Ray Walston
(1914–2001)

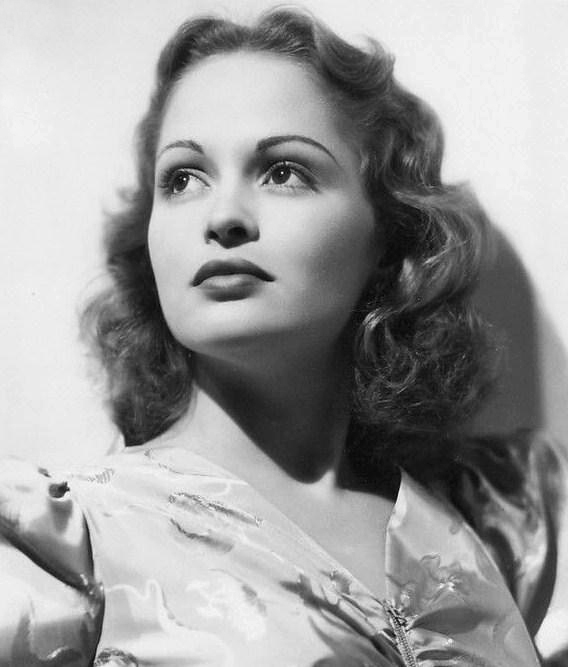
Mary Healy
(1918–2015)

- Lionel Ferbos (1911–2014), Jazztrompeter
- Mahalia Jackson (1911–1972), Gospelsängerin
- Alton Purnell (1911–1987), Jazzmusiker
- Alvin Alcorn (1912–2003), Jazzmusiker
- John Levy (1912–2012), Jazz-Bassist
- Sherwood Mangiapane (1912–1992), Jazzmusiker
- Blue Lu Barker (1913–1998), Jazz- und Bluessängerin
- Boots Mallory (1913–1958), Schauspielerin, Tänzerin und Model
- Gerard Louis Frey (1914–2007), römisch-katholischer Geistlicher, Bischof von Lafayette
- Dorothy Lamour (1914–1996), Schauspielerin
- Ray Walston (1914–2001), Schauspieler
- Meyer Weinberg (1914–1970), Jazzmusiker
- Sal Franzella (1915–1968), Jazzmusiker
- Ruth Benerito (1916–2013), Chemikerin
- Armand Jackson (1917–1985), Blues-Schlagzeuger und Bandleader
- George Dale Williams (1917–1988), Arrangeur, Pianist und Komponist
- Fred Crane (1918–2008), Schauspieler und Hörfunkmoderator
- Mary Healy (1918–2015), Schauspielerin[2]
- Waldren Joseph (1918–2004), Jazzmusiker
- Freddie Kohlman (1918–1990), Jazzschlagzeuger
- John Brunious senior (1920–1976), Jazzmusiker
- Duke Burrell (1920–1993), Jazzmusiker
- Daniel F. Galouye (1920–1976), Journalist und Science-Fiction-Schriftsteller
- Dave „Fat Man“ Williams (1920–1982), Pianist und Sänger

### 1921–1930

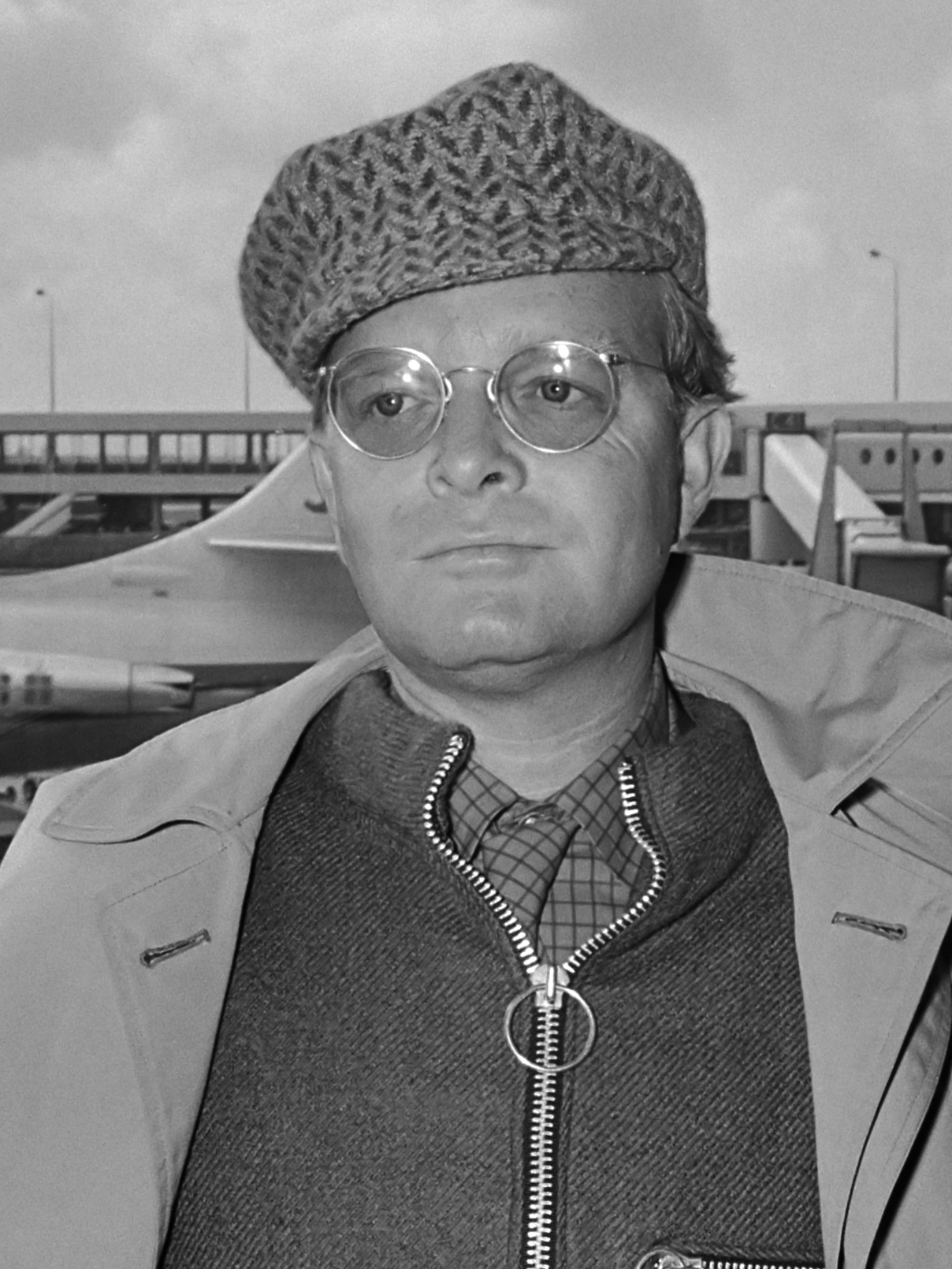
Truman Capote
(1924–1984)

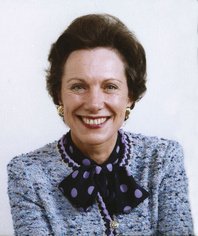
Anne Armstrong
(1927–2008)

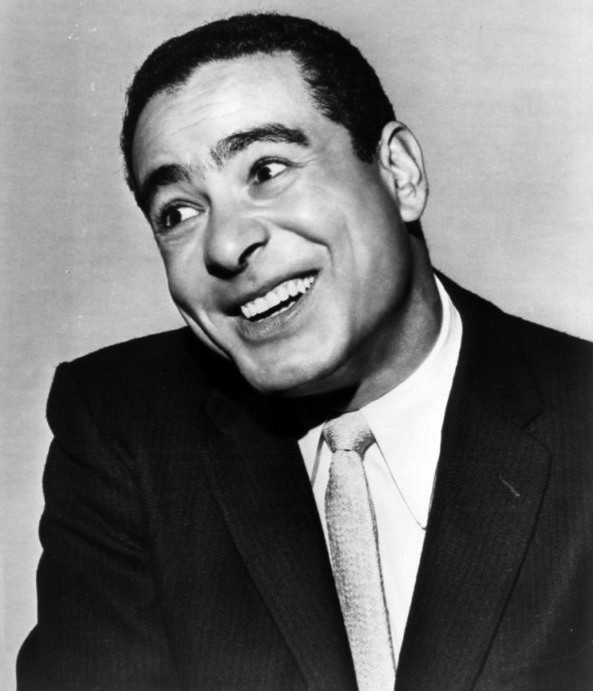
Sam Butera
(1927–2009)

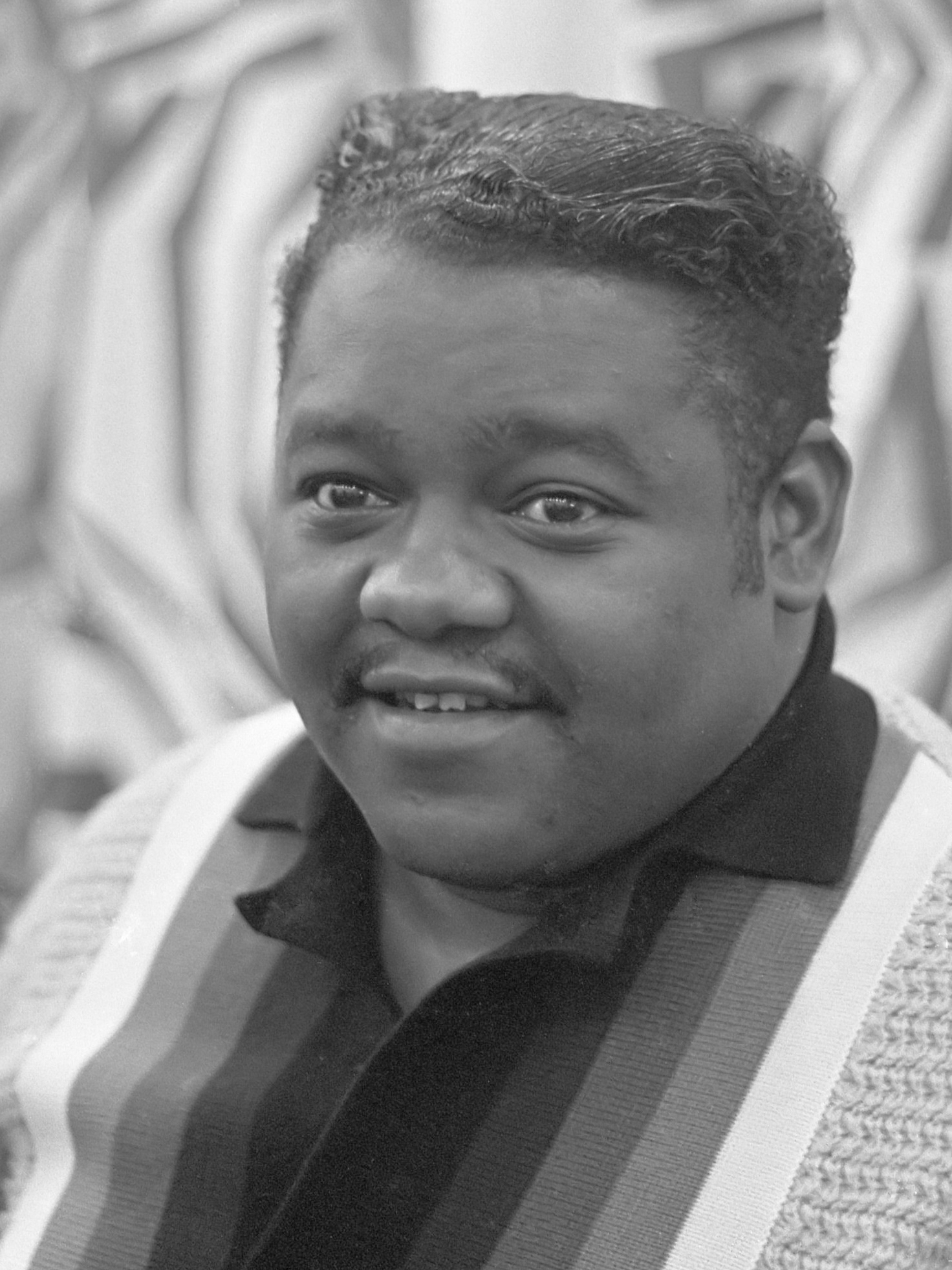
Fats Domino
(1928–2017)

- Bessie Griffin (1922–1989), Gospelsängerin
- Al Hirt (1922–1999), Jazz- und Easy-Listening-Trompeter und Bandleader
- Joe Newman (1922–1992), Jazz-Trompeter
- Bill Sheppard (1922–1997), Musikproduzent
- Blanche Thomas (1922–1977), Sängerin
- Wendell Eugene (1923–2017), Jazzposaunist
- Gloria Henry (1923–2021), Schauspielerin
- Jonathan Moore (1923–2008), Schauspieler
- Truman Capote (1924–1984), Schriftsteller
- Linda Hopkins (1924–2017), Blues- und Gospel-Sängerin
- Earl C. Palmer (1924–2008), Rhythm-and-Blues- und Rock’n'Roll-Schlagzeuger
- Peter Badie (1925–2023), Bassist
- Roy Brown (1925–1981), Bluesmusiker
- Wallace Davenport (1925–2004), Jazztrompeter
- Herb Hardesty (1925–2016), R&B-Saxophonist
- Art Hillery (1925–2011), Jazzmusiker und -komponist
- Elmore Leonard (1925–2013), Schriftsteller
- Rosel George Brown (1926–1967), Science-Fiction-Autorin
- Paul Burke (1926–2009), Schauspieler
- Jeffrey Hunter (1926–1969), Schauspieler
- Cosimo Matassa (1926–2014), Tonstudio-Betreiber und Toningenieur
- Martin Ransohoff (1926/1927–2017), Filmproduzent
- Harold A. Rosen (1926–2017), Elektroingenieur, Satelliten-Entwickler
- Anne Armstrong (1927–2008), Diplomatin und Politikerin
- Tom Benson (1927–2018), Unternehmer
- Sam Butera (1927–2009), Tenorsaxophonist und Arrangeur
- Fats Domino (1928–2017), Pianist und Singer-Songwriter des Rock ’n’ Roll, Rhythm-and-Blues, des Piano-Blues und des Boogie-Woogie
- Vernel Fournier (1928–2000), Jazz-Schlagzeuger
- Ed Nelson (1928–2014), Schauspieler
- Bill Sinegal (1928–2014), R&B-Musiker
- Ed Blackwell (1929–1992), Jazz-Schlagzeuger
- Severn Darden (1929–1995), Schauspieler
- Shirley Ann Grau (1929–2020), Schriftstellerin, Pulitzer-Preisträgerin
- Syl Labrot (1929–1977), Fotograf und Grafiker
- Eddie Bo (1930–2009), Musiker
- Jack Delaney (1930–1975), Jazzmusiker
- Pete Fountain (1930–2016), Jazzklarinettist
- Moon Landrieu (1930–2022), Politiker
- Benny Powell (1930–2010), Jazzmusiker
- Wardell Quezergue (1930–2011), Komponist und Musikproduzent

### 1931–1940

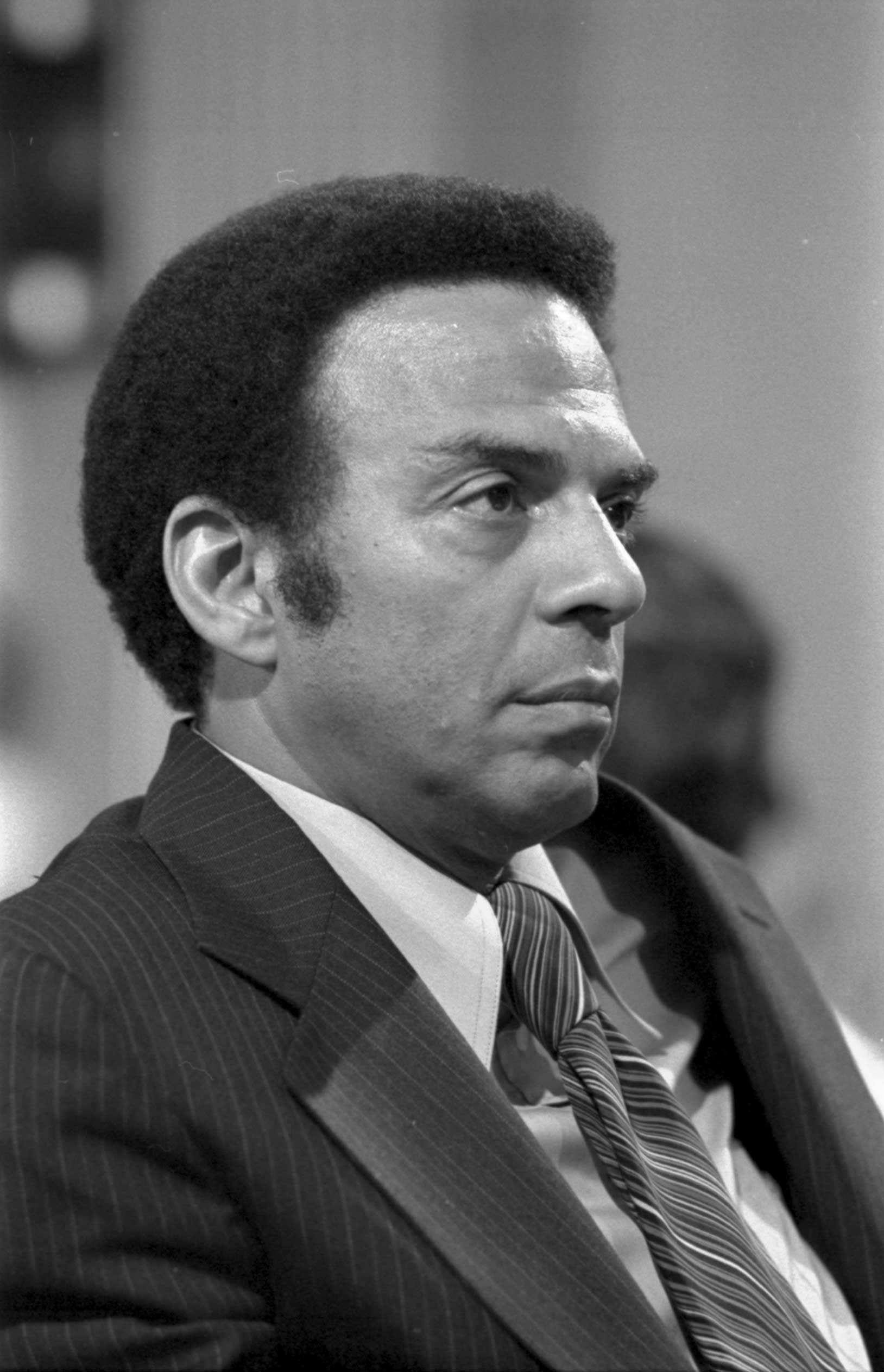
Andrew Young
(* 1932)

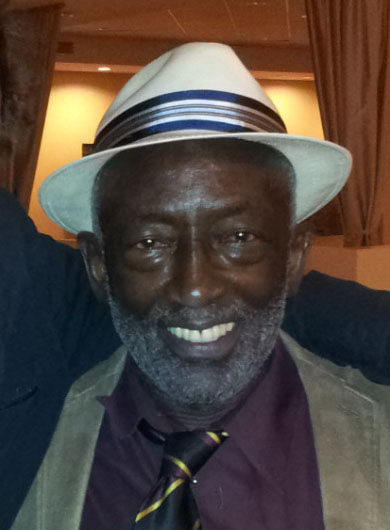
Garrett Morris
(* 1937)

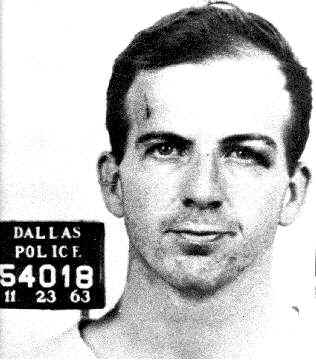
Lee Harvey Oswald
(1939–1963)

- Harold Battiste (1931–2015), Saxophonist und Musikproduzent
- Lionel Batiste (1931–2012), Sänger und Schlagzeuger
- William Dudley (1931–1978), Schwimmer
- Shirley Verrett (1931–2010), Opernsängerin
- Germaine Bazzle (* 1932), Jazzsängerin
- Andrew Young (* 1932), Bürgerrechtsaktivist
- Monroe W. Hatch junior (* 1933); General der United States Air Force
- Milton Batiste (1934–2001), Jazzmusiker
- Eddie Bayard (1934–2022), Jazzmusiker
- James Crawford (1934–2012), Rhythm-and-Blues-Musiker
- Connie Jones (1934–2019), Jazzmusiker
- Ellis Marsalis (1934–2020), Jazzpianist
- Charles Connor (1935–2021), Schlagzeuger
- John Favalora (* 1935), römisch-katholischer Bischof
- William Hodding Carter III (1935–2023), Journalist und Schriftsteller
- Richard Alvin Tonry (1935–2012), Politiker
- Larry Williams (1935–1980), Rhythm-and-Blues-Sänger, -Pianist und -Songschreiber
- Snooks Eaglin (1936–2009), Gitarrist und Sänger
- Shirley Goodman (1936–2005), R&B-Sängerin
- Nat Perrilliat (1936–1971), Jazz- und R&B-Saxophonist
- Ronnie DuPont (1937–2015), Jazzpianist
- Clarence Henry (1937–2024), R&B-Sänger
- Bill Huntington (* 1937), Jazzmusiker
- Joseph Nunzio Latino (1937–2021), römisch-katholischer Bischof von Jackson
- Garrett Morris (* 1937), Schauspieler
- Art Neville (1937–2019), Sänger der Neville Brothers
- Biff Rose (1937–2023), Stand-up Comedian und Singer-Songwriter
- John Kennedy Toole (1937–1969), Schriftsteller
- George Davis junior (1938–2008), Jazz- und R&B-Musiker
- Bob French (1938–2012), Jazzmusiker und Rundfunkmoderator
- Charles Neville (1938–2018), Saxophonist des Rhythm and Blues und Jazz
- Allen Toussaint (1938–2015), Musiker
- Rick Abao (1939–2002), Jazzmusiker, Komponist und Entertainer
- James Booker (1939–1983), Blues-, Boogie- und Jazz-Pianist, Organist und Sänger
- Bob Clark (1939–2007), Filmregisseur, Drehbuchautor und Filmproduzent
- Barton Jahncke (1939–2024), Segler
- Jimmy LaRocca (1939–2023), Jazzmusiker
- Idris Muhammad (1939–2014), Jazz-Schlagzeuger
- Lee Harvey Oswald (1939–1963), mutmaßlicher Mörder von John F. Kennedy
- Gretchen Rau (1939–2006), Bühnenbildnerin und Filmausstatterin
- Marco St. John (* 1939), Schauspieler
- John Brunious junior (1940–2008), Jazzmusiker[3]
- Dickson Despommier (1940–2025), Mikrobiologe, Ökologe und Professor für Public Health an der Columbia University
- Godfrey Reggio (* 1940), Regisseur

### 1941–1950
- Carl Cundiff (* 1941), Diplomat

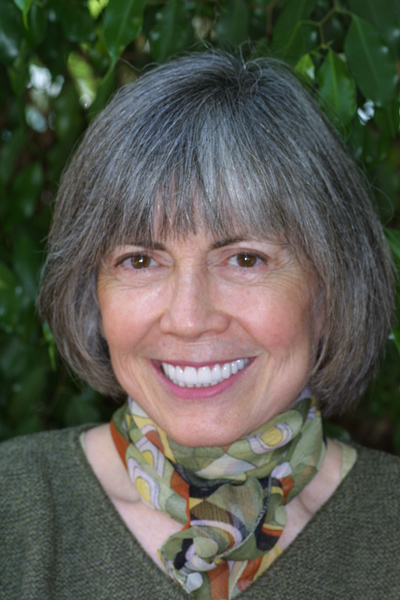
Anne Rice
(1941–2021)

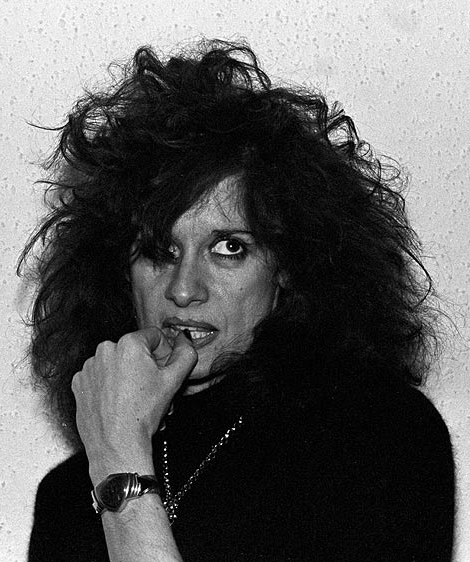
Penelope Spheeris
(* 1945)

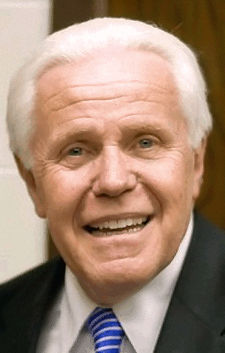
Jesse Duplantis
(* 1949)

- Dr. John (1941–2019), Rock’n'Roll-, Blues- und Jazz-Musiker und Musikproduzent
- Jerry Jumonville (1941–2019), Jazz-, R&B- und Studiomusiker
- Warren Luening (1941–2012), Jazzmusiker
- Aaron Neville (* 1941), Soul- und R&B-Sänger
- Anne Rice (1941–2021), Schriftstellerin
- Earl Turbinton (1941–2007), Jazz-Saxophonist
- Jerrel Wilson (1941–2005), Footballspieler
- Grace Zabriskie (* 1941), Schauspielerin
- Allen Daviau (1942–2020), Kameramann
- Walter Payton (1942–2010), Jazzmusiker, Musikpädagoge
- Stanley Cwiklinski (* 1943), Ruderer
- Noah Howard (1943–2010), Jazz-Saxophonist
- Ken Thompson (* 1943), Informatiker
- Walter Washington (1943–2022), Rhythm-&-Blues-Gitarrist und Sänger
- Angélica María (* 1944), mexikanische Sängerin und Schauspielerin
- Joan L. Bybee (* 1945), Linguistin
- Stanton Davis (* 1945), Jazztrompeter und -flügelhornist
- King Floyd (1945–2006), Soulsänger und Songwriter
- Marcel Montecino (1945–1998), Schriftsteller und Jazzpianist
- Penelope Spheeris (* 1945), Filmregisseurin, Filmproduzentin und Drehbuchautorin
- Clint Houston (1946–2000), Jazzmusiker
- Edward Charles Kurtz, Jr. (1946–2013), Dokumentarfilmer, Autor und Hochschullehrer
- Leo Nocentelli (* 1946), Musiker
- Paul Clark (1947–2015), Pokerspieler
- John Larroquette (* 1947), Schauspieler
- A. J. Loria (1947–2022), Blues- und Jazz-Musiker
- Gregg Stafford (* 1947), Jazzmusiker
- Albert Woodfox (1947–2022), Langzeithäftling und Menschenrechtsaktivist
- Merry Clayton (* 1948), R&B-Sängerin
- Marshall Colt (* 1948), Schauspieler und Psychologe
- Bryant Gumbel (* 1948), Journalist und Sportkommentator
- Cyril Neville (* 1948), Musiker
- Richard Simmons (1948–2024), Komiker und Schauspieler
- Geraldine Singer (* 1948), Schauspielerin
- Carl Weathers (1948–2024), Schauspieler und American-Football-Spieler
- Lillian Boutté (1949–2025), Sängerin, ab 1986 „musikalische Botschafterin von New Orleans“
- Henry Butler (1949–2018), Jazz- und Bluespianist
- Jesse Duplantis (* 1949), evangelikaler Pastor
- Gary Grest (* 1949), Physiker
- Thomas Hill (* 1949), Hürdensprinter; olympische Silbermedaille 1972 über 110 Meter Hürden
- Tyronne Marioneaux (* 1949), Basketballspieler
- Thomas John Rodi (* 1949), römisch-katholischer Erzbischof von Mobile
- Johnny Vidacovich (* 1949), Jazzmusiker
- Fred Lonzo (* 1950), Jazzmusiker

### 1951–1960

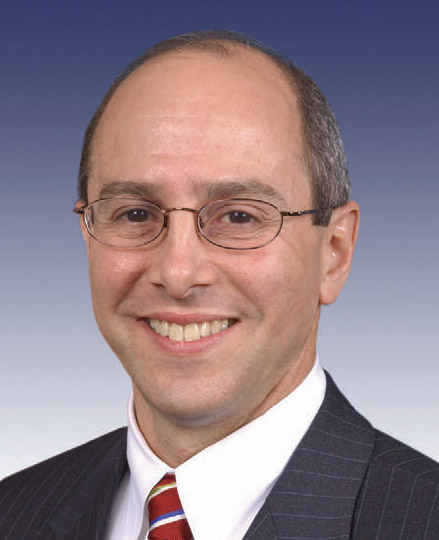
Charles Boustany
(* 1956)

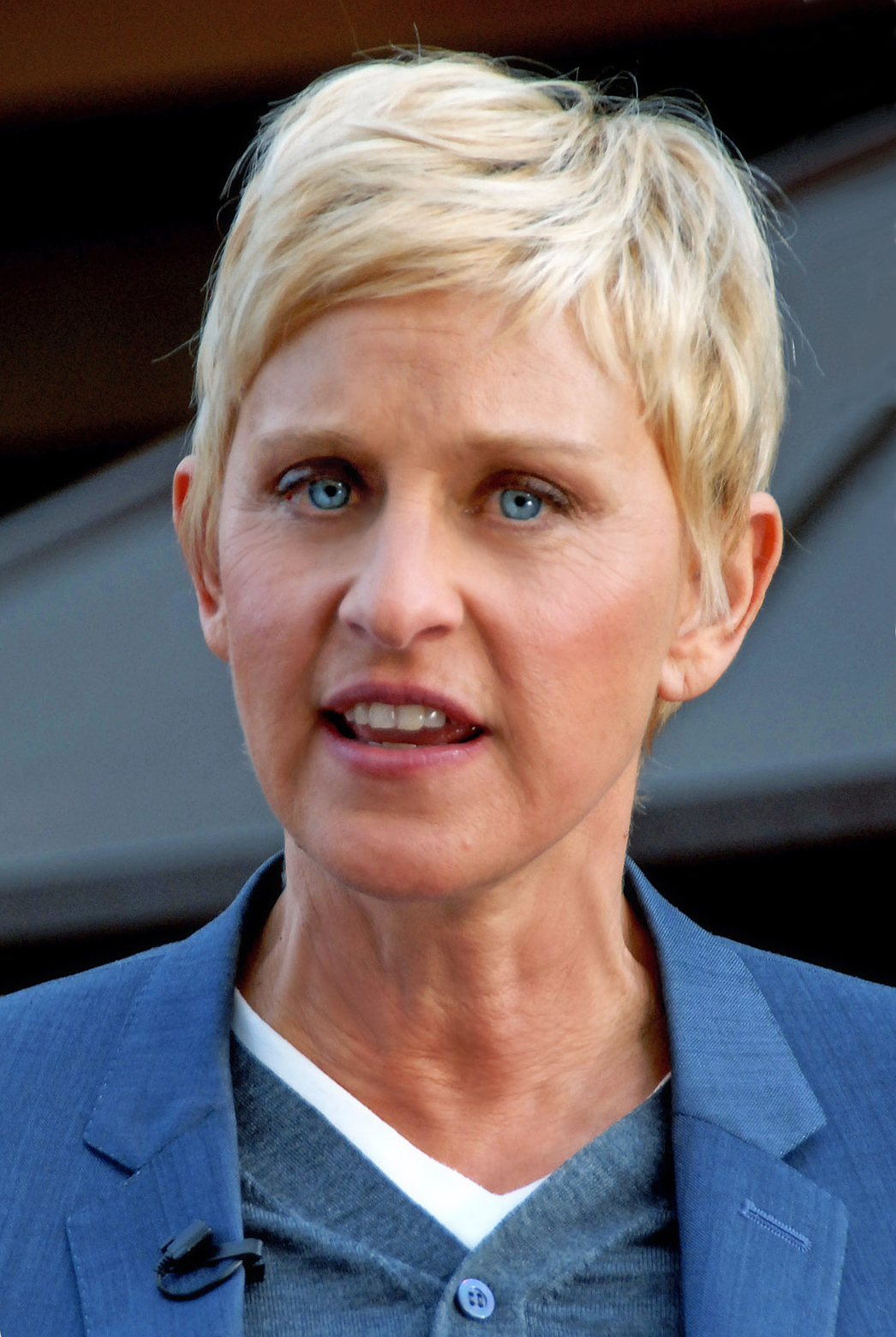
Ellen DeGeneres
(* 1958)

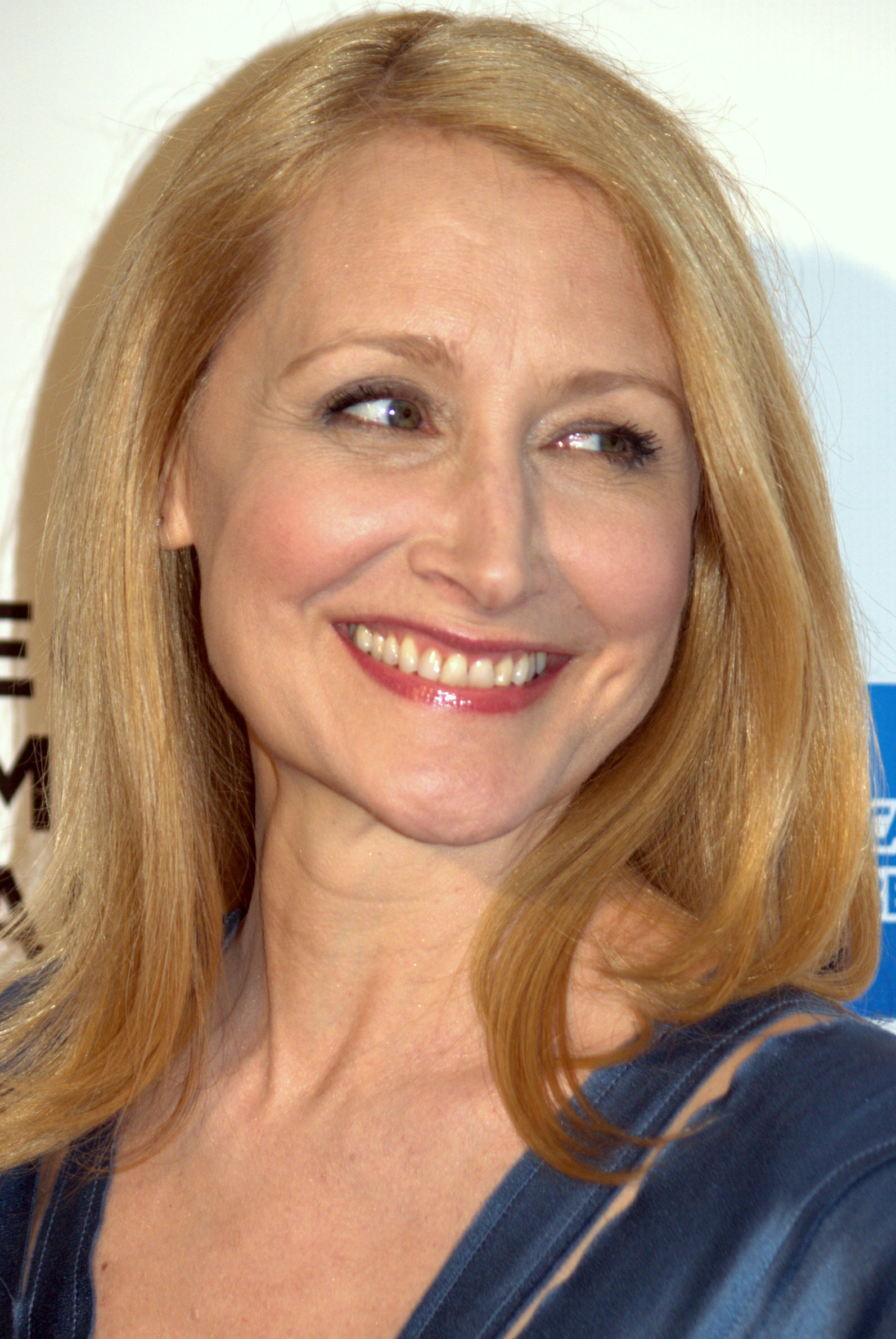
Patricia Clarkson
(* 1959)

- Edward Kolb (* 1951), Astrophysiker und Kosmologe
- Grover Rees III (* 1951), Politiker und Diplomat, Botschafter
- Fernand J. Cheri OFM (1952–2023), römisch-katholischer Weihbischof in New Orleans
- Walter Isaacson (* 1952), Schriftsteller und Biograph
- Bernard Johnson (1952–2010), Jazzmusiker und Schauspieler
- Eric Laneuville (* 1952), Regisseur und Schauspieler
- Stanley Williams (1953–2005), Bandengründer und Kinderbuchautor
- Wendell Brunious (* 1954), Jazzmusiker
- Barry Shabaka Henley (* 1954), Schauspieler
- Rhonda Shear (* 1954), Schauspielerin und Moderatorin
- Michael Wolff (* 1954), Musiker, Komponist und Schauspieler
- Colleen Fitzpatrick (* 1955), genetische Genealogin
- Joseph Francisco (* 1955), Chemiker
- Pamela Jiles (* 1955), Sprinterin
- Carl LeBlanc (* 1955), Jazzmusiker
- Tom Piazza (* 1955), Schriftsteller
- Lucien Barbarin (1956–2020), Posaunist
- Charles Boustany (* 1956), Politiker
- Ray Nagin (* 1956), Bürgermeister von New Orleans
- Moses Hogan (1957–2003), Komponist, Arrangeur, Pianist und Dirigent
- Kenny Washington (* 1957), Jazzsänger
- John Boutté (* 1958), Jazz- und R&B-Musiker
- Ellen DeGeneres (* 1958), Schauspielerin, Moderatorin, Komikerin und Autorin
- Anita Cristina Escher Echeverría (* 1958), Diplomatin El Salvadors
- Phil Fondacaro (* 1958), Schauspieler
- Leroy Jones (* 1958), Jazzmusiker
- Kent Jordan (* 1958), Jazzmusiker
- Sabrina Le Beauf (* 1958), Schauspielerin
- Marc Morial (* 1958), Politiker und Bürgerrechtler
- Stephanie Allain (* 1959), Filmproduzentin
- Patricia Clarkson (* 1959), Schauspielerin
- Ivan Neville (* 1959), Sänger, Multiinstrumentalist und Songwriter des Rhythm & Blues und Rock
- Stuart Hamm (* 1960), Bassgitarrist
- Cheryl L. Johnson (* 1960), Regierungsbeamte
- Michael Lewis (* 1960), Publizist und Wirtschaftsjournalist
- Branford Marsalis (* 1960), Jazzsaxophonist
- John Allen Muhammad (1960–2009), Serienmörder

### 1961–1970
- Corey Johnson (* 1961), Schauspieler
- Kirk Joseph (* 1961), Jazzmusiker
- Wynton Marsalis (* 1961), Trompeter

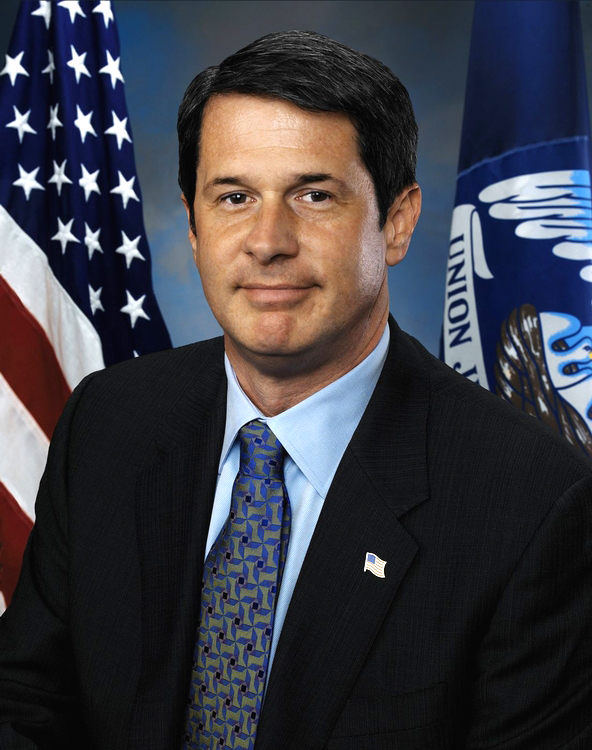
David Vitter
(* 1961)

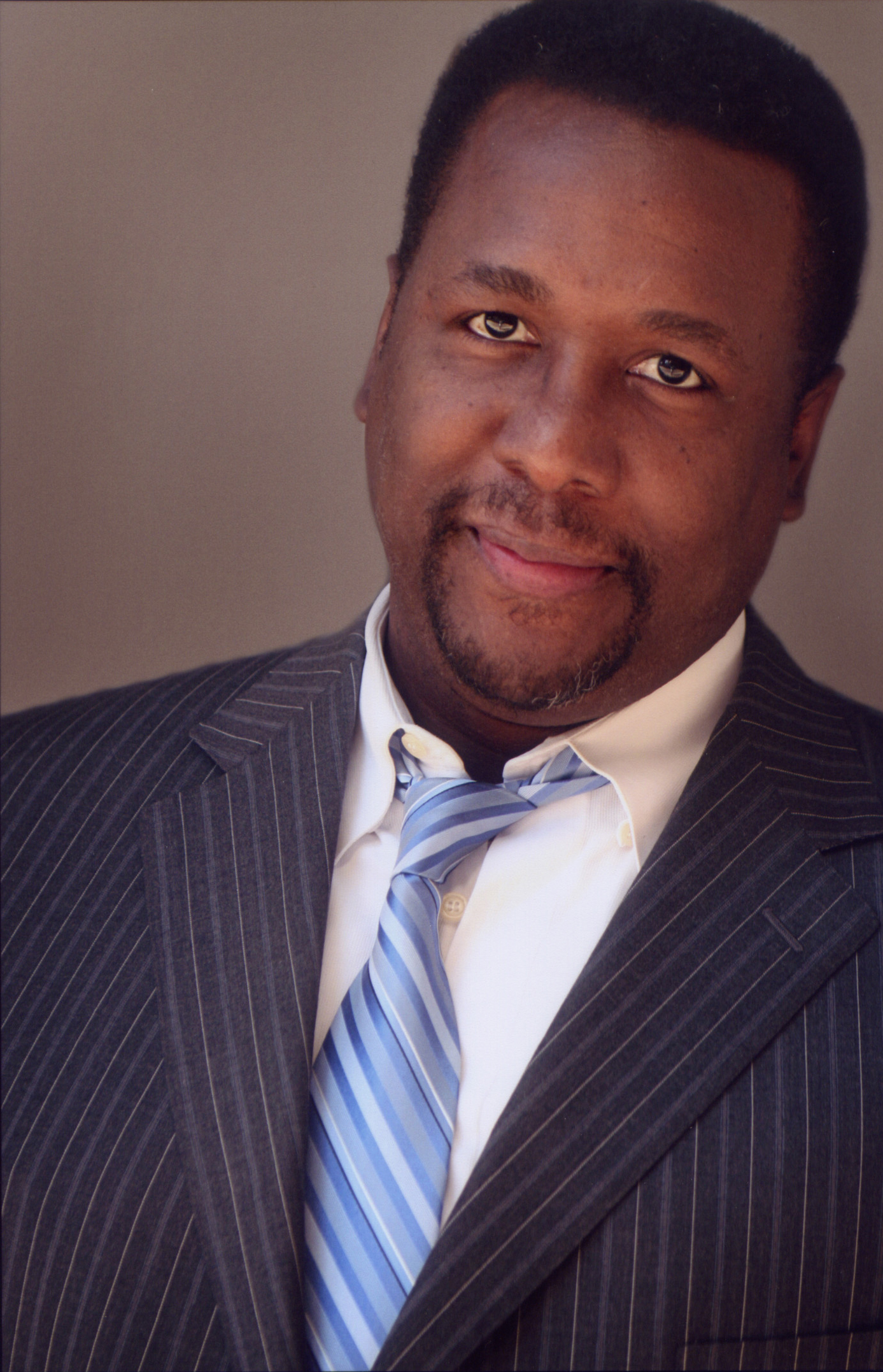
Wendell Pierce
(* 1963)

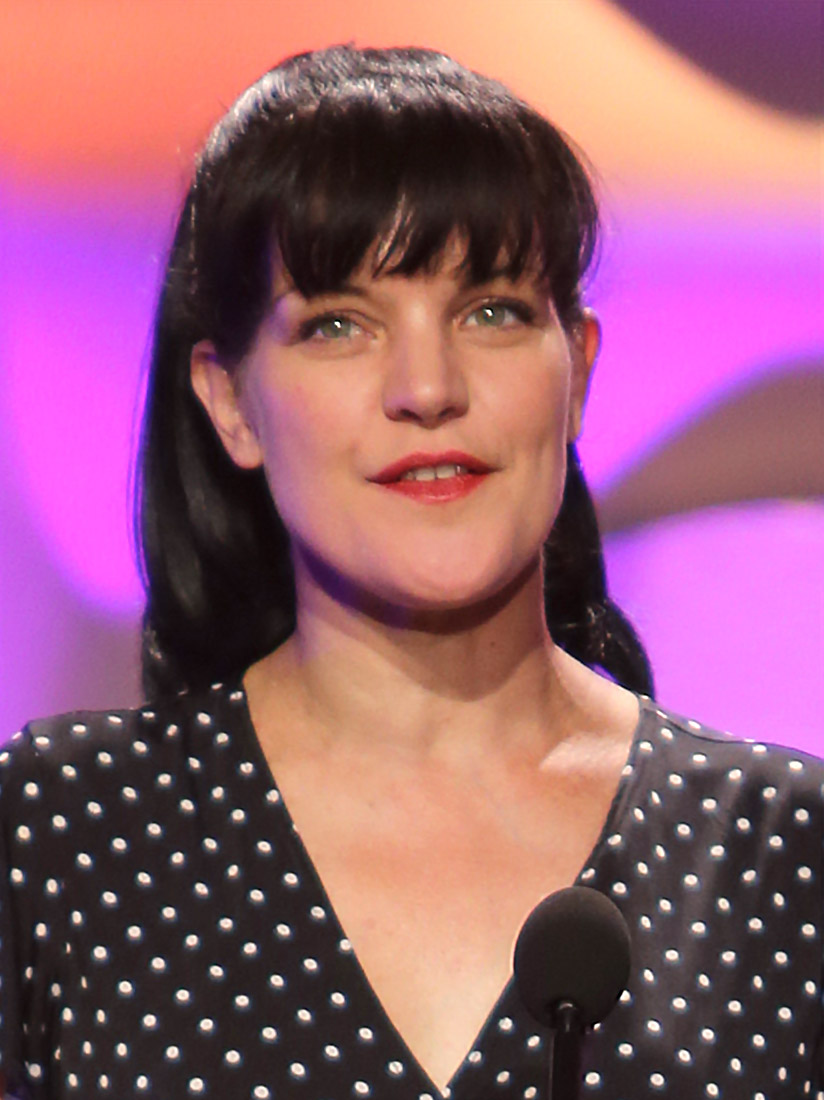
Pauley Perrette
(* 1969)

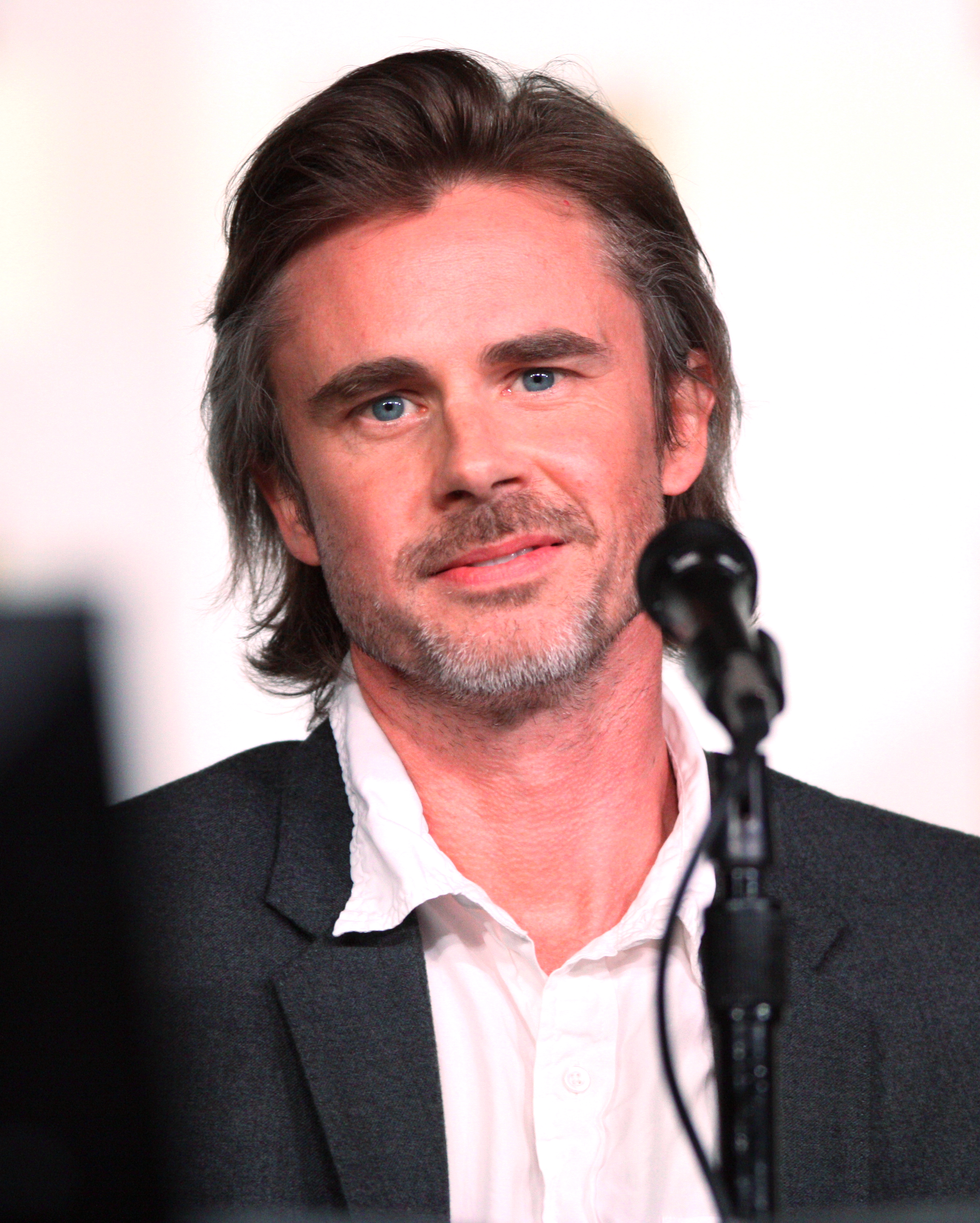
Sam Trammell
(* 1969)

- Yvonne Suhor (1961–2018), Theater-, Film- und Fernsehschauspielerin
- David Vitter (* 1961), Politiker
- Terence Blanchard (* 1962), Jazztrompeter und Komponist
- LaVerne Butler (* 1962), Jazzsängerin
- Clyde Drexler (* 1962), Basketballspieler
- Donna Duplantier (* 1963), Schauspielerin
- Eddie Jemison (* 1963), Schauspieler und Musiker
- Lawrence Ketchens (1963–2025), Jazzmusiker
- Tim Laughlin (* 1963), Jazz-Klarinettist
- Wendell Pierce (* 1963), Schauspieler
- Kermit Ruffins (* 1964), Jazzmusiker
- Fernando del Valle (* 1964), Opernsänger
- Derrick Collins (* 1965), Basketballschiedsrichter
- Avery Johnson (* 1965), Basketballspieler und -trainer
- Delfeayo Marsalis (* 1965), Jazzposaunist
- Greg Poss (* 1965), Eishockeytrainer
- Steve Scalise (* 1965), Politiker
- Meg Stuart (* 1965), Tänzerin und Choreographin
- Doreen Ketchens (* 1966), Jazzmusikerin
- Katherine LaNasa (* 1966), Schauspielerin
- Fred Weller (* 1966), Schauspieler
- Bennie Adams (* 1967), Basketballschiedsrichter
- Poppy Z. Brite (* 1967), Schriftstellerin
- Harry Connick junior (* 1967), Sänger, Pianist und Schauspieler
- Johnathan Edwards (* 1967), US-amerikanisch-schweizerischer Basketballspieler
- Steven Levitt (* 1967), Ökonom
- Kårstein Eidem Løvaas (* 1967), norwegischer Radiomoderator und Politiker
- Hakeem Oluseyi (* 1967), Astrophysiker, Kosmologe, Erfinder, Pädagoge, Wissenschaftskommunikator, Autor, Schauspieler, Veteran und humanitärer Helfer
- Christopher Thornton (* 1967), Schauspieler
- Phil Anselmo (* 1968), Musiker
- Paul Rae (* 1968), Schauspieler
- Birdman (* 1969), Rap-Musiker
- Dean Cochran (* 1969), Filmschauspieler
- Mannie Fresh (* 1969), Musikproduzent und Rapper
- Pauley Perrette (* 1969), Schauspielerin
- Tyler Perry (* 1969), Schauspieler, Film- und Fernsehregisseur, Drehbuchautor und Filmproduzent
- Sam Trammell (* 1969), Schauspieler
- Marlon Jordan (* 1970), Jazzmusiker
- Mystikal (* 1970), Rap-Musiker

### 1971–1980

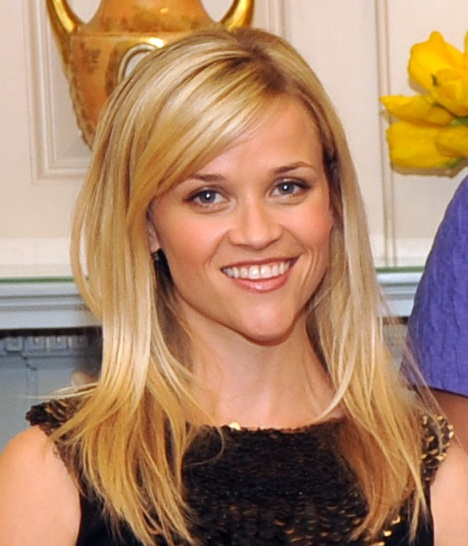
Reese Witherspoon
(* 1976)

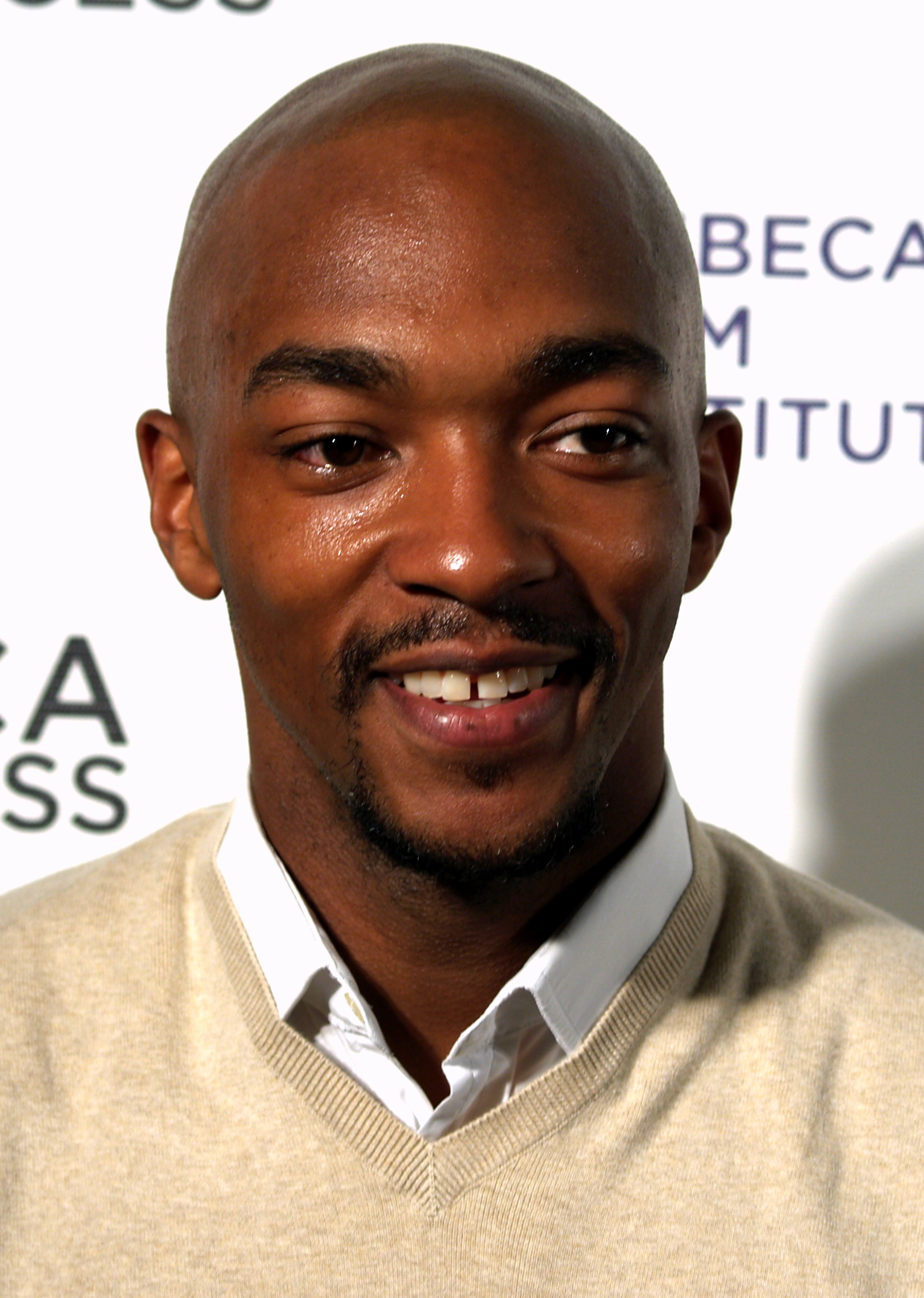
Anthony Mackie
(* 1979)

- Amy Coney Barrett (* 1972), Bundesrichterin und Richterin am Supreme Court
- John Hébert (* 1972), Jazzmusiker
- Stanton Moore (* 1972), Jazz- und Funkmusiker
- Marshall Faulk (* 1973), Footballspieler
- Ian Hendrickson-Smith (* 1974), Jazzmusiker
- Jesseca Cross (* 1975), Leichtathletin[4]
- Juvenile (* 1975), Rap-Musiker
- Nic Pizzolatto (* 1975), Drehbuchautor
- Steve Zissis (* 1975), Schauspieler[5]
- Salman Khan (* 1976), Pädagoge und Unternehmer
- Peyton Manning (* 1976), Footballspieler
- Reese Witherspoon (* 1976), Schauspielerin
- Jason Marsalis (* 1977), Jazzmusiker
- Irvin Mayfield (* 1977), Jazzmusiker und Kulturfunktionär
- Brandon Adams (* 1978), Pokerspieler, Autor und Hochschullehrer
- Anthony Mackie (* 1978), Schauspieler
- Reggie Wayne (* 1978), American-Football-Spieler
- Glen David Andrews (* 1979), Jazz- und R&B-Musiker
- Janell Burse (* 1979), Basketballspielerin
- Mitchell Ervin (* 1979), Basketballschiedsrichter
- Bryan Hymel (* 1979), Tenor
- Robert Royal (* 1979), American-Football-Spieler
- B. G. (* 1980), Rapper

### 1981–1990
- Eli Manning (* 1981), Footballspieler

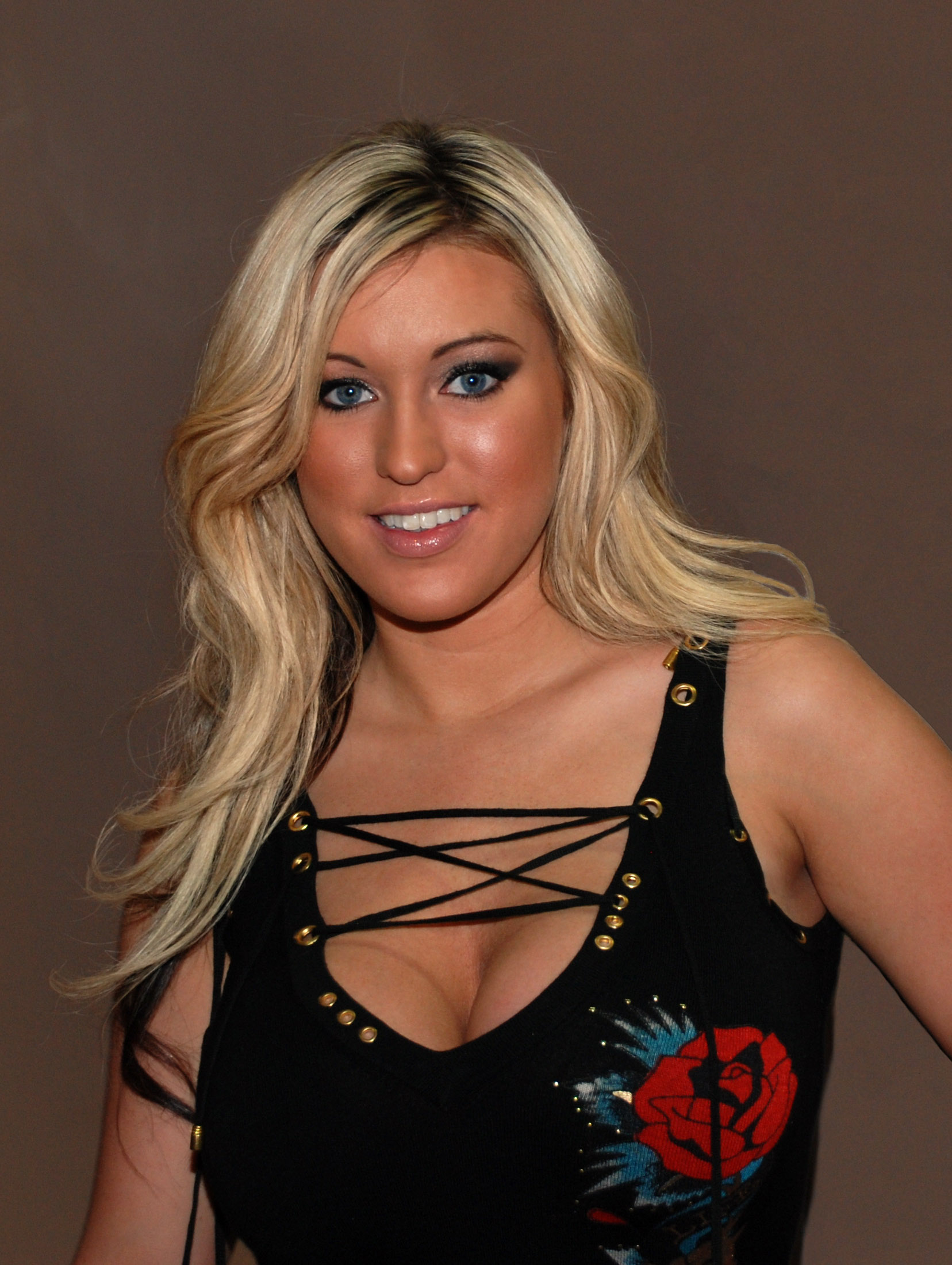
Memphis Monroe
(* 1985)

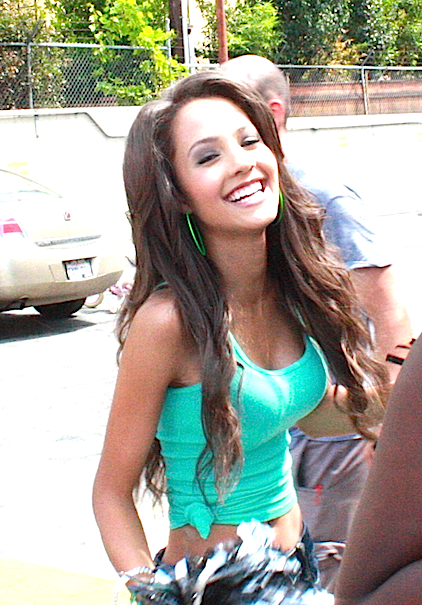
Tristin Mays
(* 1990)

- Jamie Neumann (* 1981), Schauspielerin, Tänzerin und Musikerin
- Doneeka Lewis (* 1982), Basketballspielerin[6]
- Roneeka Hodges (* 1982), Basketballspielerin
- Temeka Johnson (* 1982), Basketballspielerin
- Lil Wayne (* 1982), Rap-Musiker
- Matt Graham (* 1983), Pokerspieler
- Danny Granger (* 1983), Basketballspieler
- Lisette Oropesa (* 1983), Opernsängerin, Koloratursopran
- Chris Quinn (* 1983), Basketballspieler
- Dawn Richard (* 1983), R&B-Sängerin und Songwriterin
- Christian Scott (* 1983), Jazzmusiker, Trompeter, Komponist und Bandleader
- Jacoby Jones (1984–2024), American-Football-Spieler
- Bo McCalebb (* 1985), US-amerikanisch-mazedonischer Basketballspieler
- Lucky Daye (* 1985), R&B-Musiker
- Memphis Monroe (* 1985), Pornodarstellerin und Schauspielerin
- Taryn Terrell (* 1985), Wrestlerin, Schauspielerin und Model
- Yahya Abdul-Mateen II (* 1986), Schauspieler
- Troy Andrews (* 1986), Jazz- und R&B-Musiker
- Sullivan Fortner (* 1986), Jazzmusiker
- Tyson Jackson (* 1986), Footballspieler
- Ashton Leigh (* 1986), Schauspielerin
- Lloyd (* 1986), R&B-Sänger
- Trombone Shorty (* 1986), Rhythm-and-Blues- und Jazzmusiker
- D. J. Augustin (* 1987), Basketballspieler
- Jason Mitchell (* 1987), Filmschauspieler
- Thaddeus Young (* 1988), Basketballspieler
- Michael Wang (* 1988 oder 1989), Pokerspieler
- Regis Prograis (* 1989), Boxer
- Lance Dunbar (* 1990), American-Football-Spieler
- Joe Dyson (* 1990), Jazzschlagzeuger
- Tristin Mays (* 1990), Schauspielerin und Sängerin

### 1991–2000
- August Alsina (* 1992), R&B-Musiker
- Vernon Norwood (* 1992), Sprinter

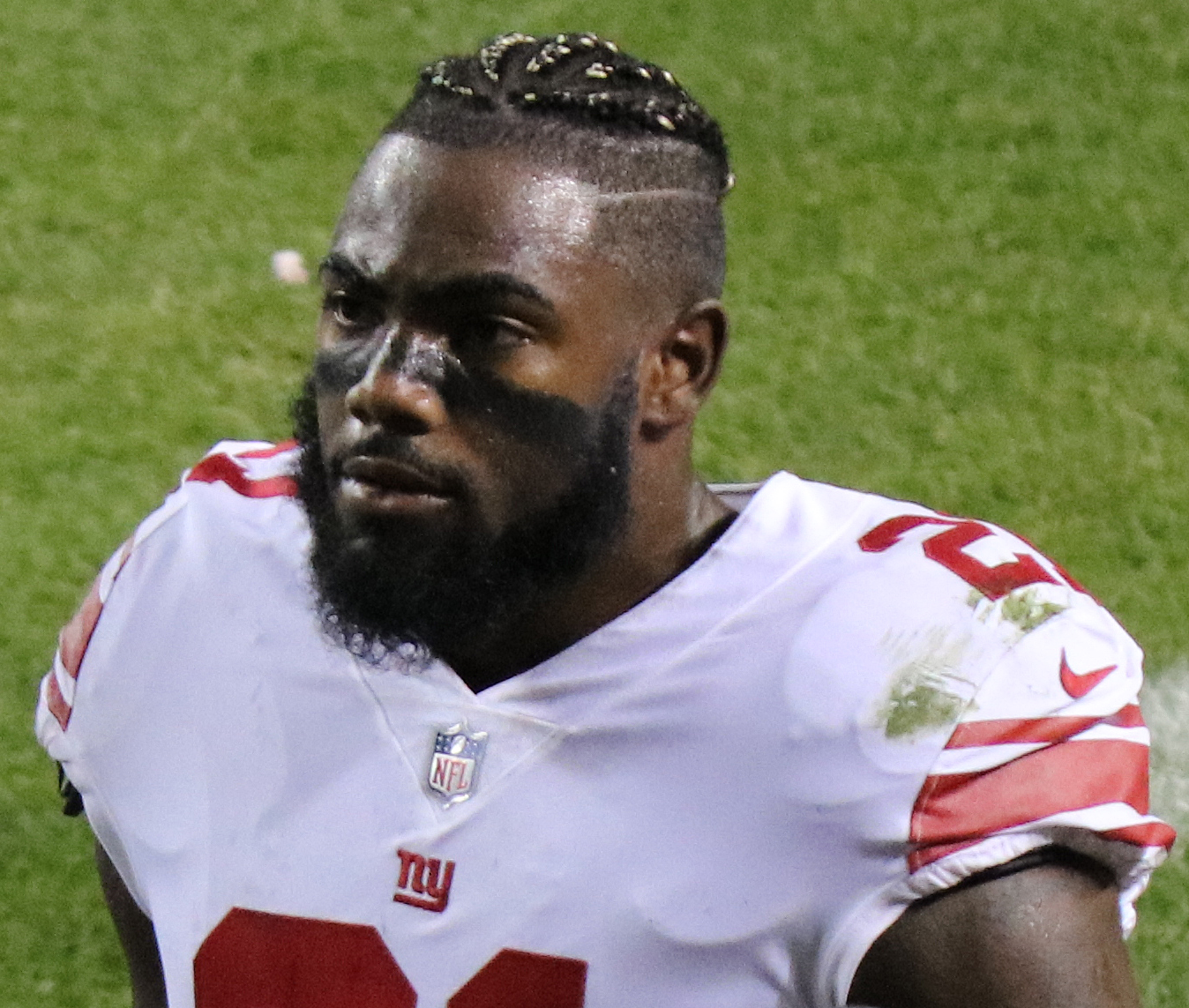
Landon Collins
(* 1994)

- Theresa Plaisance (* 1992), Basketballspielerin[7]
- Greg Tarzan Davis (* 1993), US-amerikanischer Schauspieler
- Landon Collins (* 1994), American-Football-Spieler
- Deion Jones (* 1994), Footballspieler
- Leonard Fournette (* 1995), American-Football-Spieler
- Kelly Oubre Jr. (* 1995), Basketballspieler
- Aleia Hobbs (* 1996), Sprinterin
- De’Aaron Fox (* 1997), Basketballspieler
- Kristen Nuss (* 1997), Beachvolleyballspielerin
- Mitchell Robinson (* 1998), Basketballspieler
- Alia Armstrong (* 2000), Hürdenläuferin

## 21. Jahrhundert
- Bailey Lear (* 2001), Sprinterin